# Archail
Archail is een gemeente in het Franse departement Alpes-de-Haute-Provence (regio Provence-Alpes-Côte d'Azur). Archail telde op 1 januari 2022 14 inwoners.

## Geografie
De oppervlakte van Archail bedroeg op 1 januari 2022 12,99 vierkante kilometer; de bevolkingsdichtheid was toen 1,1 inwoners per km².
De onderstaande kaart toont de ligging van Archail met de belangrijkste infrastructuur en aangrenzende gemeenten.

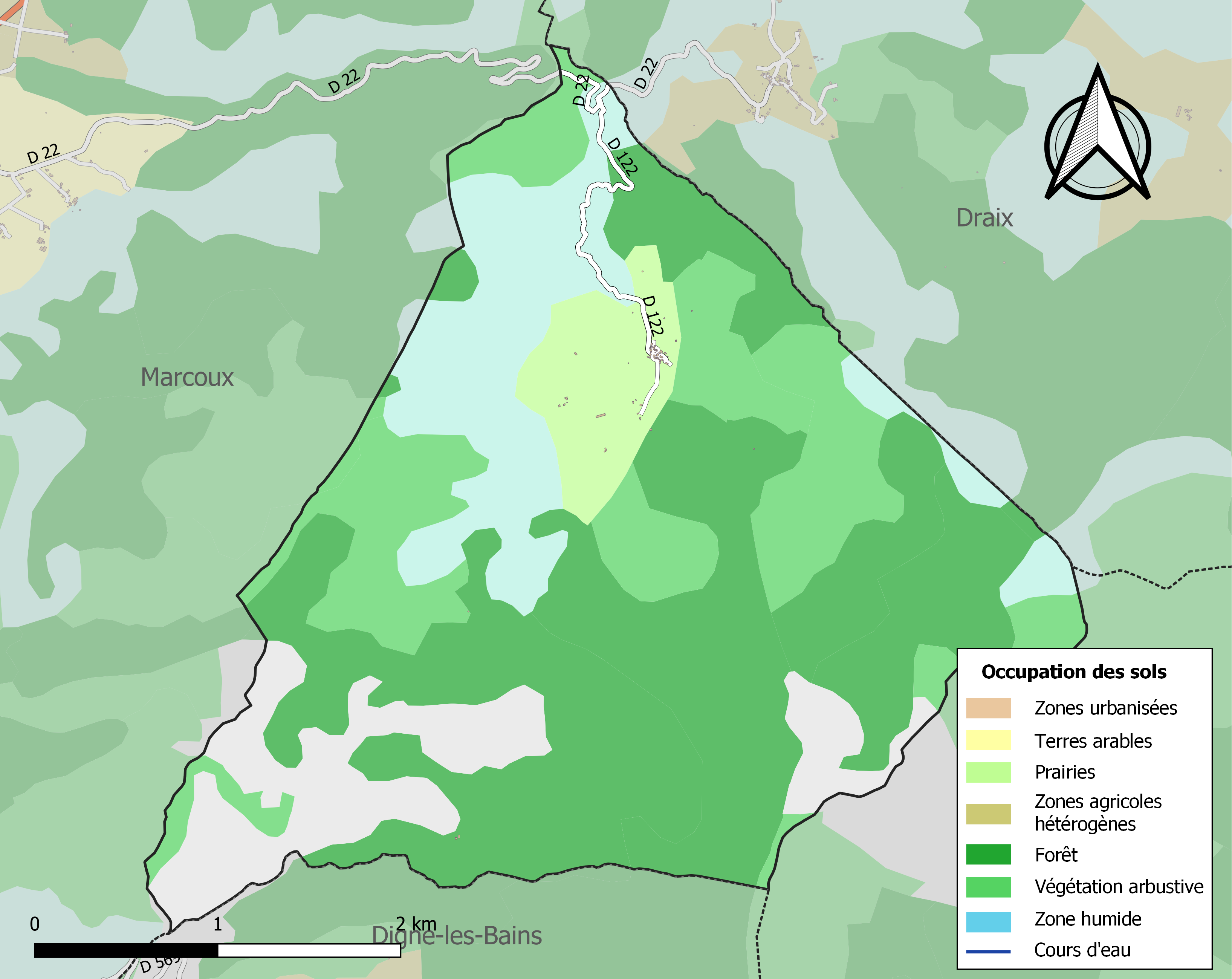

## Demografie
Onderstaande figuur toont het verloop van het inwonertal (bron: INSEE-tellingen).
Vanwege een beveiligingsprobleem met de MediaWiki Graph-software is het momenteel niet mogelijk deze grafiek weer te geven. Zodra de software is bijgewerkt zal de grafiek vanzelf weer zichtbaar worden.